# Възнесение Господне (Ърлевци)
„Възнесение Господне/Христово“ или „Свети Спас“ (на македонска литературна норма: „Вознесение Господне/Христово“, „Свети Спас“) е възрожденска православна църква във велешкото село Ърлевци, централната част на Северна Македония.
Църквата е разположена в северозападния край на селото. Във вътрешността е запазена ценна украса. Изписана е в 1927 година от видния зограф Димитър Папрадишки.